# Probopyrus aberrans
Probopyrus aberrans is een pissebed uit de familie Bopyridae. De wetenschappelijke naam van de soort is voor het eerst geldig gepubliceerd in 1932 door Nierstrasz & Brender à Brandis.